# Polète
Les polètes ou « vendeurs » étaient des magistrats athéniens de l'époque classique. Ils étaient désignés par tirage au sort, chaque tribu disposant d'un polète. Ce collège de dix magistrats était chargé de toutes les adjudications de la cité. Il dirigeait ainsi la mise en vente aux enchères des biens confisqués par la cité, la location des terres publiques aux plus offrants, l'affermage des taxes douanières, notamment la pentékostè, taxe de 2 % sur les produits importés ou exportés à Athènes. 
Les polètes étaient par ailleurs chargés de mettre aux enchères la location des concessions minières du Laurion, même si c'était la Boulè qui finalement validait la vente par un vote. Ils devaient en outre, au IVe siècle av. J.-C., graver sur pierre les baux miniers accordés à l'issue de l'adjudication. Sur ces stèles de marbre, placées sur l'Agora d'Athènes à la vue de tous, les polètes inscrivaient le nom de la mine, inspiré d'une divinité ou d'un simple personnage, le dème où elle se situait, les limites de la concession, éventuellement sa catégorie administrative, enfin le nom du preneur et la somme acquittée par ce dernier, par exemple : « La mine anasaximon Eudoteion, à Laureion, avec une borne (horos), sur un emplacement dont les limites sont : au nord la terre pierreuse de Kallias, à l'est la route d'Hypotragôn à Laureion et le Sèmachion [mine ou sanctuaire ?], à l'ouest l'atelier d'Aspetos. Concessionnaire : Kléônymos, fils de Philocharès d'Aphidnè. 150 drachmes. » (P26, l. 217-223).